# Campaña del Lazo Blanco

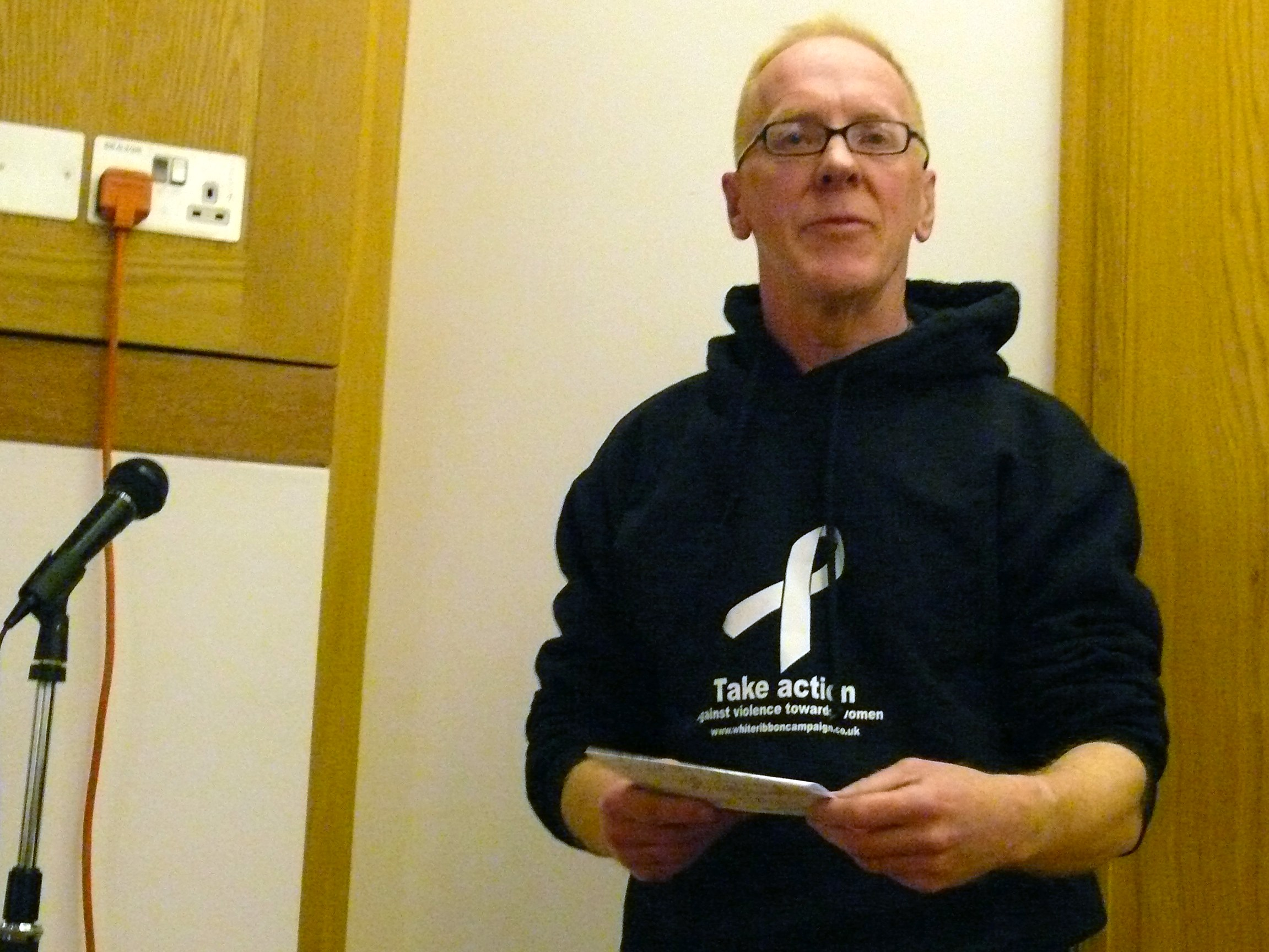
Chris Green, director ejecutivo de la Campaña del Lazo Blanco, Reino Unido.

La Campaña del Lazo Blanco es un movimiento global de hombres y jóvenes comprometidos en luchar contra la violencia masculina hacia las mujeres y las niñas iniciado en Canadá en 1991. Utilizan el lazo blanco como que si simboliza "la idea de que los hombres abandonan sus armas." En la actualidad la campaña es activa en más de 60 países y busca promover relaciones sanas, equidad de género, y una visión compasiva de masculinidad.

## Historia
Fue iniciada por un grupo de hombres pro-feministas en Canadá en noviembre de 1991 liderados por Jack Layton, Ron Sluser y Michael Kaufman como respuesta a la Masacre de la Escuela Politécnica de Canadá perpetrada por Marc Lépine en 1989 en la que asesinó a 14 mujeres. 

## Objetivos y desarrollo
La campaña tiene como objetivo concienciar sobre la violencia que ejercen los hombres sobre las mujeres, con el lazo blanco que si simboliza "la idea de los hombres que abandonan sus armas."
Muchas de las actividades de la campaña se centran en educar y mentorizar a varones jóvenes sobre la violencia y la igualdad de género.
Los hombres y los chicos están animados para llevar el lazo blanco como símbolo de su oposición a la violencia contra mujeres. 
Movimientos de Hombres por la Igualdad en numerosos países han asumido la campaña activa en más de 60 países incluyendo Canadá, Australia, Pakistán, Italia, Reino Unido, España, Argentina, Uruguay, Brasil, Chile y Ecuador.

## Acciones
Tras varias década de activismo la campaña se ha ido extendiendo y popularizando. 
En 2012 el  Grupo Kering puso en marcha su campaña #WhiteRibbon y Stella McCartney, una de sus diseñadoras, ideó una chapa con un lazo blanco que pronto se extendió a través de las redes.